# Бенжамен Павар
Бенжаме́н Пава́р (фр. Benjamin Pavard, нар. 28 березня 1996, Мобеж) — французький футболіст, правий захисник італійського «Інтернаціонале» і національної збірної Франції, у складі якої — чемпіон світу 2018 року.

## Клубна кар'єра
Народився 28 березня 1996 року в місті Мобеж. Вихованець юнацьких команд футбольних клубів «Жемон» та «Лілль».
У дорослому футболі дебютував 2014 року виступами за другу команду «Лілля», в якій провів один сезон, взявши участь у 15 матчах чемпіонату. З наступного року вже почав залучатися до матчів основної команди лілльського клубу. Відіграв за неї наступний сезон своєї ігрової кар'єри. Більшість часу, проведеного у складі «Лілля», був основним гравцем захисту команди.
До складу «Штутгарта» приєднався 2016 року, уклавши з німецьким клубом чотирирічний контракт. За півтора року до його завершення, у січні 2019 року, було оголошено, що влітку 2019 гравець перейде до мюнхенської «Баварії» на умовах п'ятирічної угоди. Протягом наступних чотирьох сезонів був гравцем основного складу баварців, у кожному із них допомагаючи їм вигравати Бундеслігу.
30 серпня 2023 року за 30 мільйонів євро перебрався до італійського «Інтернаціонале».

## Виступи за збірні
2015 року дебютував у складі юнацької збірної Франції, взяв участь у 4 іграх на юнацькому рівні.
Протягом 2015–2017 років залучався до складу молодіжної збірної Франції. На молодіжному рівні зіграв у 15 офіційних матчах.
2017 року дебютував в офіційних матчах у складі національної збірної Франції. Провівши декілька товариських ігор, 22-річний гравець не лише був включений до заявки збірної на фінальну частину чемпіонату світу 2018 року, але й був основним правим захисником національної команди на турнірі. У грі 1/8 фіналу проти Аргентини, яку французи виграли з рахунком 4:3, став автором одного з голів, спрямувавши м'яч у ворота потужним ударом з-за меж карного майданчика і відкривши рахунок своїм голам за збірну. Згодом допоміг команді дійти до фіналу, в якому з рахунком 4:2 було обіграно збірну Хорватії, і французи здобули другий у своїй історії титул чемпіонів світу.
| Дата       | Місто           | Господарі            | Результат               | Гості      | Турнір                                    | Голи | Примітки |
| ---------- | --------------- | -------------------- | ----------------------- | ---------- | ----------------------------------------- | ---- | -------- |
| 10-11-2017 | Сен-Дені        | Франція              | 2 – 1                   | Уельс      | товариський матч                          | -    | 46'      |
| 14-11-2017 | Кельн           | Німеччина            | 2 – 2                   | Франція    | товариський матч                          | -    | 64'      |
| 27-3-2018  | Санкт-Петербург | Росія                | 1 – 3                   | Франція    | товариський матч                          | -    |          |
| 28-5-2018  | Сен-Дені        | Франція              | 2 – 0                   | Ірландія   | товариський матч                          | -    | 83'      |
| 1-6-2018   | Ніцца           | Франція              | 3 – 1                   | Італія     | товариський матч                          | -    |          |
| 9-6-2018   | Ліон            | Франція              | 1 – 1                   | США        | товариський матч                          | -    | 74'      |
| 16-6-2018  | Казань          | Франція              | 2 – 1                   | Австралія  | ЧС 2018 - груповий етап                   | -    |          |
| 21-6-2018  | Єкатеринбург    | Франція              | 1 – 0                   | Перу       | ЧС 2018 - груповий етап                   | -    |          |
| 30-6-2018  | Казань          | Франція              | 4 – 3                   | Аргентина  | ЧС 2018 - 1/8 фіналу                      | 1    | 73'      |
| 6-7-2018   | Нижній Новгород | Уругвай              | 0 – 2                   | Франція    | ЧС 2018 - чвертьфінал                     | -    |          |
| 10-7-2018  | Санкт-Петербург | Франція              | 1 – 0                   | Бельгія    | ЧС 2018 - півфінал                        | -    |          |
| 15-7-2018  | Москва          | Франція              | 4 – 2                   | Хорватія   | ЧС 2018 - Фінал                           | -    |          |
| 6-9-2018   | Мюнхен          | Німеччина            | 0 – 0                   | Франція    | Ліга націй УЄФА 2018—2019 - груповий етап | -    |          |
| 9-9-2018   | Париж           | Франція              | 2 – 1                   | Нідерланди | Ліга націй УЄФА 2018—2019 - груповий етап | -    | 80'      |
| 11-10-2018 | Генгам          | Франція              | 2 – 2                   | Ісландія   | товариський матч                          | -    |          |
| 16-10-2018 | Сен-Дені        | Франція              | 2 – 1                   | Німеччина  | Ліга націй УЄФА 2018—2019 - груповий етап | -    |          |
| 16-11-2018 | Роттердам       | Нідерланди           | 2 – 0                   | Франція    | Ліга націй УЄФА 2018—2019 - груповий етап | -    | 72'      |
| 20-11-2018 | Сен-Дені        | Франція              | 1 – 0                   | Уругвай    | товариський матч                          | -    |          |
| 22-3-2019  | Кишинів         | Молдова              | 1 – 4                   | Франція    | Відбір до ЧЄ 2020                         | -    |          |
| 25-3-2019  | Сен-Дені        | Франція              | 4 – 0                   | Ісландія   | Відбір до ЧЄ 2020                         | -    |          |
| 4-6-2019   | Нант            | Франція              | 2 – 0                   | Болівія    | товариський матч                          | -    | 46'      |
| 8-6-2019   | Конья           | Туреччина            | 2 – 0                   | Франція    | Відбір до ЧЄ 2020                         | -    |          |
| 7-9-2019   | Сен-Дені        | Франція              | 4 – 1                   | Албанія    | Відбір до ЧЄ 2020                         | -    |          |
| 11-10-2019 | Рейк'явік       | Ісландія             | 0 – 1                   | Франція    | Відбір до ЧЄ 2020                         | -    | 68'      |
| 14-10-2019 | Сен-Дені        | Франція              | 1 – 1                   | Туреччина  | Відбір до ЧЄ 2020                         | -    |          |
| 14-11-2019 | Сен-Дені        | Франція              | 2 – 1                   | Молдова    | Відбір до ЧЄ 2020                         | -    |          |
| 17-11-2019 | Тирана          | Албанія              | 0 – 2                   | Франція    | Відбір до ЧЄ 2020                         | -    | 88'      |
| 7-10-2020  | Сен-Дені        | Франція              | 7 – 1                   | Україна    | товариський матч                          | -    |          |
| 11-10-2020 | Сен-Дені        | Франція              | 0 – 0                   | Португалія | Ліга націй УЄФА 2020—2021 - груповий етап | -    |          |
| 14-11-2020 | Лісабон         | Португалія           | 0 – 1                   | Франція    | Ліга націй УЄФА 2020—2021 - груповий етап | -    |          |
| 17-11-2020 | Сен-Дені        | Франція              | 4 – 2                   | Швеція     | Ліга націй УЄФА 2020—2021 - груповий етап | 1    |          |
| 24-3-2021  | Сен-Дені        | Франція              | 1 – 1                   | Україна    | Відбір до ЧС 2022                         | -    | 32'      |
| 31-3-2021  | Сараєво         | Боснія і Герцеговина | 0 – 1                   | Франція    | Відбір до ЧС 2022                         | -    |          |
| 2-6-2021   | Ніцца           | Франція              | 3 – 0                   | Уельс      | товариський матч                          | -    | 46'      |
| 8-6-2021   | Сен-Дені        | Франція              | 3 – 0                   | Болгарія   | товариський матч                          | -    |          |
| 15-6-2021  | Мюнхен          | Франція              | 1 – 0                   | Німеччина  | ЧЄ 2020 - груповий етап                   | -    |          |
| 19-6-2021  | Будапешт        | Угорщина             | 1 – 1                   | Франція    | ЧЄ 2020 - груповий етап                   | -    | 10'      |
| 28-6-2021  | Бухарест        | Франція              | 3 – 3 д.ч. (4 – 5 п.п.) | Швейцарія  | ЧЄ 2020 - 1/8 фіналу                      | -    | 91'      |
| 7-10-2021  | Турин           | Бельгія              | 2 – 3                   | Франція    | Ліга націй УЄФА 2020—2021 - півфінал      | -    | 90+2'    |
| 10-10-2021 | Мілан           | Іспанія              | 1 – 2                   | Франція    | Ліга націй УЄФА 2020—2021 - фінал         | -    | 79'      |
| 13-11-2021 | Париж           | Франція              | 8 – 0                   | Казахстан  | Відбір до ЧС 2022                         | -    | 79'      |
| 16-11-2021 | Гельсінкі       | Фінляндія            | 0 – 2                   | Франція    | Відбір до ЧС 2022                         | -    | 46'      |
| 6-6-2022   | Спліт           | Хорватія             | 1 – 1                   | Франція    | Ліга націй УЄФА 2022—2023 - груповий етап | -    |          |
| 10-6-2022  | Відень          | Австрія              | 1 – 1                   | Франція    | Ліга націй УЄФА 2022—2023 - груповий етап | -    |          |
| 13-6-2022  | Сен-Дені        | Франція              | 0 – 1                   | Хорватія   | Ліга націй УЄФА 2022—2023 - груповий етап | -    | 46' 62'  |
| 25-9-2022  | Копенгаген      | Данія                | 2 – 0                   | Франція    | Ліга націй УЄФА 2022—2023 - груповий етап | -    |          |
| 22-11-2022 | Ель-Вакра       | Франція              | 4 – 1                   | Австралія  | ЧС 2022 - 1-й етап                        | -    | 89'      |
| 27-3-2023  | Дублін          | Ірландія             | 0 – 1                   | Франція    | Відбір до ЧЄ 2024                         | 1    | 23' 81'  |
| 16-6-2023  | Фару            | Гібралтар            | 0 – 3                   | Франція    | Відбір до ЧЄ 2024                         | -    |          |
| Усього     |                 | Матчів               | 49                      |            | Голів                                     | 3    |          |

## Досягнення
- Чемпіон Німеччини (4):

«Баварія»: 2019-20, 2020-21, 2021-22, 2022-23
- Володар Кубка Німеччини (1):

«Баварія»: 2019-20
- Володар Суперкубка Німеччини (3):

«Баварія»: 2020, 2021, 2022
- Переможець Ліги чемпіонів УЄФА (1):

«Баварія»: 2019-20
- Переможець Суперкубка УЄФА (1):

«Баварія»: 2020
- Переможець Клубного чемпіонату світу (1):

«Баварія»: 2020
- Чемпіон Італії (1):

«Інтернаціонале»: 2023–24
- Володар Суперкубка Італії з футболу (1):

«Інтернаціонале»: 2023
- Чемпіон світу (1):

Франція: 2018
- Віцечемпіон світу (1):

Франція: 2022
- Переможець Ліги націй УЄФА: 2021-22